# Edoardo Lualdi Gabardi
Edoardo Lualdi Gabardi (Busto Arsizio, 13 maggio 1931) è un pilota automobilistico italiano, imprenditore tessile di Busto Arsizio e pilota gentleman specializzato nelle cronoscalate, ma vincente anche in gare su pista. Ha corso quasi sempre con delle Ferrari da lui acquistate, ma per non dilapidare il proprio patrimonio vendeva la vettura usata, per cui c'era buona richiesta, prima di acquistarne un'altra.

## Biografia
Ebbe subito una certa famigliarità con l'automobile dato che i suoi nonni ne possedevano già una, in un'epoca in cui si era agli albori dell'automobilismo. Iniziò la sua carriera nel 1950, all'età di diciannove anni, partecipando alla Mille Miglia con una Fiat 500 C, poi, con la stessa macchina partecipò alla Coppa d'Oro delle Dolomiti ottenendo la vittoria nella propria classe di vetture. Nel 1951 partecipò alle più importanti cronoscalate nazionali con una Dagrada Sport da 750 cm³ ottenendo quattro vittorie di classe.

Nel 1953 passò alle sport acquistando una Ferrari 166 MM da 2.700 cm³, un po' datata, ma che gli permise di ottenere la prima vittoria assoluta alla Coppa Vi-Va, gara di durata organizzata sul circuito di Monza.

Nel 1956 passò a una Ferrari 250 GT ottenendo diverse vittorie assolute del Campionato Italiano della Montagna e vincendo il Trofeo della Montagna riservato alla classe gran turismo con cilindrata oltre 2000 cm³, ripetendo la vittoria del trofeo l'anno seguente, nello stesso anno si aggiudicò anche la Coppa Carri a Monza, mentre nel 1958 vinse la Coppa Sant'Ambroes sul circuito monzese da 10 km che comprendeva l'anello ad alta velocità.

Nel 1960 e 1961 con la Ferrari 250 GT Berlinetta passo corto fu campione italiano velocità in circuito Gran Turismo nella classe oltre 2.500 cm³, dal 1962 al 1967 vinse tutte le trentasette gare a cui partecipò tra cronoscalate e in circuito, tra cui il Trofeo Gran Turismo e la Coppa d'Autunno a Monza nel 1962, la Coppa della Consuma nel 1963 e il Trofeo Bettoja a Vallelunga nel 1966.

Nel 1967 con la Ferrari Dino 206S conquistò il campionato italiano velocità Sport-Prototipi, affermandosi in undici gare su circuito.

In seguito gareggiò con una Abarth 2000 Sport con cui vinse la cronoscalata Svolte di Popoli nel 1970, ma nel 1971 tornò ad acquistare una Ferrari, la 212 E con cui Peter Schetty aveva vinto il Campionato Europeo della Montagna nel 1969, che gli permise di aggiudicarsi il Trofeo della Montagna per gli Sport-Prototipi.
Chiuse l'attività agonistica nel 1972, l'ultima vittoria con una Osella.
Complessivamente ha ottenuto 83 vittorie assolute di cui 72 nel Campionato Italiano della Montagna. 76 vittorie sono state ottenute alla guida di vetture Ferrari, 3 con Abarth, 3 con Osca e una con Osella.